# Elisha Hughes
Elisha Hughes (geb. 20. Januar 1959) ist ein ehemaliger antiguanischer Radrennfahrer. Er trat bei den Olympischen Sommerspielen 1984 in Los Angeles an. Im Punkterennen schied er in den Vorläufen aus.